# Paola Pabón

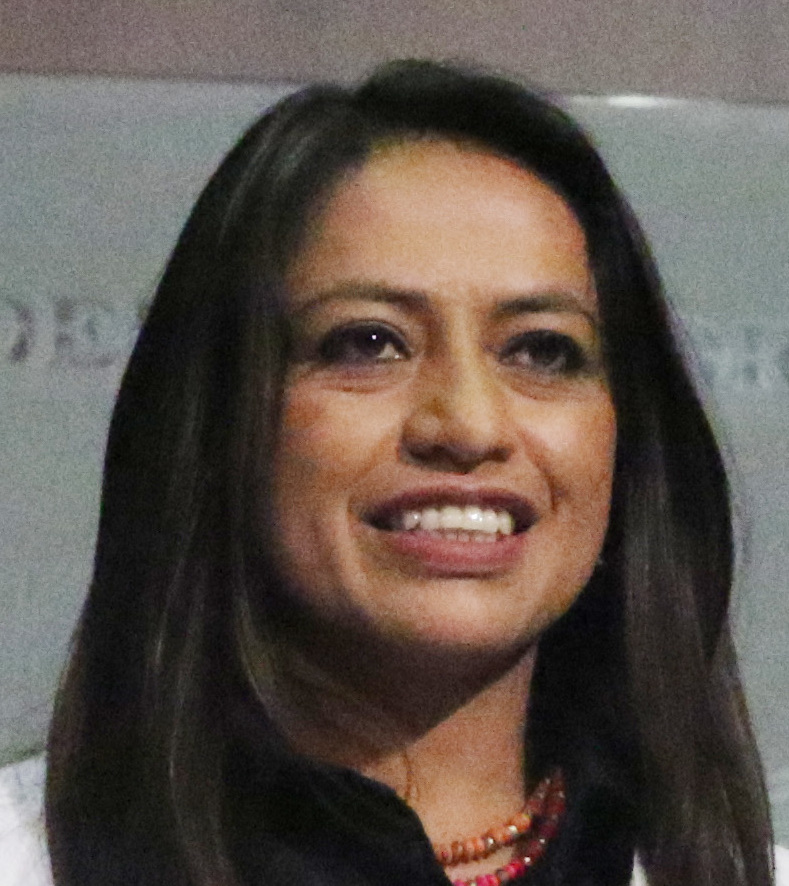
Paola Pabón, Porträt

Paola Verenice Pabón Caranqui (* 28. Januar 1978 in Ibarra) ist eine ecuadorianische feministische Rechtsanwältin und Präfektin der Provinz Pichincha.

## Werdegang
Sie schloss ein Studium der Rechtswissenschaft an der Universidad Central del Ecuador ab.
Später schloss sie ein Masterstudium an der Universität Rafael Landívar in Guatemala ab.
Von 1999 bis 2006 war sie Mitglied der Izquierda Democrática, ab 2006 war sie Mitglied des Movimiento PAÍS.
deren Geschäftsführerin sie später für den Stadtbereich von Quito war.
Bei den Parlamentswahlen 2009 wurde sie zur Vertreterin in der Nationalversammlung (Ecuador) der Provinz Pichincha gewählt. 2013 wurde sie bei den Wahlen zur Nationalversammlung (Ecuador) wiedergewählt.
Während dieses Mandates war sie in zwei Sitzungsperioden Mitglied der Kommission der autonomen Regierungen.
Von Oktober 2009 bis Mai 2013 und Juli 2013 bis 21. Juli 2015 war sie auch Koordinatorin der Movimiento PAÍS Fraktion für die Rechte der Frau.
Am 21. Juli 2015 gab sie ihr Mandat weiter, nachdem sie von Präsident Rafael Correa zur Unterstaatssekretärin für politisches Management ernannt worden war. Im Januar 2016 übernahm sie nach dem Rücktritt ihrer Vorgängerin, Viviana Bonilla, das Staatssekretariat für politisches Management.
Im Mai 2017 bestätigte sie der zwischenzeitlich gewählte Präsident Lenín Moreno in dieser Funktion.
Im August 2017 trat sie von ihrem Amt zurück, da ihr aufstieß, dass Moreno fortgesetzt die Vorgängerregierung von Rafael Correa der Korruption bezichtigte.
Im Februar 2019 wurde sie als Kandidatin der Fuerza Compromiso Social zur Präfektin der Provinz Pichincha gewählt, ihr Wahlprogramm hatte den Titel „La Nueva Pichincha“ und propagierte eine Stärkung der Produktion, Tourismus und Straßenbau.
Das Amt trat sie am 14. Mai 2019 an.

## Kontroversen
Im Oktober 2013 legte sie zusammen mit der Abgeordneten Gina Godoy einen Antrag zur Erörterung der Entkriminalisierung von Abtreibungen bei Vergewaltigungen vor. Der Antrag wurde von weiteren 19 Abgeordneten der Regierungspartei unterstützt, einschließlich der Vizepräsidentin des Parlamentes, Rosana Alvarado.
Der Präsident Rafael Correa reagierte heftig und bezeichnete den versuchten Impuls zu einer Gesetzesinitiative als „Verrat“ und drohte, mit seinem Rücktritt falls diese Aussprache auf die Tagesordnung gesetzt würde. Pabón zog vor dieser Drohkullisse den Antrag zurück.
Am 29. Oktober 2013 suspendierte die Ethikkommission der Movimiento PAÍS die Parlamentsabgeordneten dieser Partei für einen Monat von ihren Mandaten. Diese Suspendierung löste innerhalb der Partei Befremden aus, das auch die Parlamentsabgeordneten wie Virgilio Hernández Enriquez artikulierten.
Am 14. Oktober 2019 wurde Paola Pabón in ihrem Haus in Quito verhaftet. Die Staatsanwaltschaft ermittelt gegen sie den Vorwurf, sie hätte zum Plündern und Zerstörung öffentlicher Güter in Quito und anderen Städten aufgerufen.
Beim Haftprüfungstermin am 15. Oktober 2019 beschied das Provinzgericht Pichincha Untersuchungshaft.
Auch ein Haftprüfungstermin am 20. November 2019 verfügte eine Fortsetzung der Untersuchungshaft. Am Morgen des 25. Dezember 2019, wurde Pabón aufgrund eines Gerichtsbeschlusses freigelassen, der es ihr ermöglichte, am Tag nach ihrer Freilassung ihr Amt als Präfektin von Pichincha wiederaufzunehmen.